# George B. Seitz
George Brackett Seitz (Boston, 3 gennaio 1888 – Hollywood, 8 luglio 1944) è stato un regista, attore, sceneggiatore e produttore statunitense, attivo dal 1913 al 1944.

## Biografia
George Brackett Seitz nacque nel Massachusetts e cominciò la sua carriera come commediografo; nel 1913 a Hollywood iniziò a lavorare per l'industria cinematografica.
Diresse 107 film, scrisse trentun commedie e partecipò come attore a sette film. Lavorò per la Columbia e per la MGM dove diresse undici film della serie Andy Hardy con Mickey Rooney. Tra i suoi primi lavori, i serial avventurosi con protagonista Pearl White.
Morì a Hollywood nel 1944.

## Filmografia completa

### Regista
- I misteri di New York (The Exploits of Elaine), co-regia Louis J. Gasnier, Leopold Wharton (1914)
- Transatlantic (The Romance of Elaine), co-regia Theodore Wharton, Leopold Wharton  (1915)
- La maschera dai denti bianchi (The Iron Claw) co-regia Edward José (1916)
- Il diamante della morte (The Fatal Ring) (1917)
- La casa dell'odio (The House of Hate) (1918)
- The Honest Thief (1918)
- Getaway Kate (1918)
- Il forzato di Caienna (The Lightning Raider) (1919)
- Globe trotter per amore (Bound and Gagged) (1919)
- Il segreto nero (The Black Secret) (1919)
- L'oro dei pirati (Pirate Gold) (1920)
- Velvet Fingers (1920)
- La rosa di Cadice (Rogues and Romance) (1920)
- The Sky Ranger (1921)
- Hurricane Hutch (1921)
- Go Get 'Em Hutch (1922)
- Speed (1922)
- Plunder (1923)
- The Way of a Man (1924)
- Leatherstocking (1924)
- The Fortieth Door (1924)
- Into the Net (1924)
- Galloping Hoofs (1924)
- Sunken Silver (1925)
- Cavalli indomiti (Wild Horse Mesa) (1925)
- Stirpe eroica (The Vanishing American) (1925)
- Deserto d'oro (Desert Gold) (1926)
- Valanga di bisonti (The Last Frontier) (1926)
- The Ice Flood (1926)
- Pals in Paradise (1926)
- Jim il conquistatore (Jim, the Conqueror) (1926)
- The Blood Ship (1927)
- Great Mail Robbery  (1927)
- The Isle of Forgotten Women (1927)
- La tigre (The Tigress) (1927)
- The Warning (1927)
- La bufera (After the Storm) (1928)
- La bella preda (Ransom) (1928)
- Attenti alle bionde (Beware of Blondes) (1928)
- Legge di guerra (Court-Martial) (1928)
- The Circus Kid (1928)
- Blockade (1928)
- Hey Rube! (1928)
- Ombre nere (Black Magic) (1929)
- L'assassinio sul tetto (Murder on the Roof) (1930)
- Liberazione (Guilty?) (1930)
- Il mistero di mezzanotte (Midnight Mystery) (1930)
- Nella morsa delle rotaie (Danger Lights) (1930)
- The Lion and the Lamb (1930)
- The Drums of Jeopardy (1931)
- La bolgia dei vivi (Shanghaied Love) (1931)
- Arizona (1931)
- Night Beat (1931)
- Sally of the Subway (1932)
- Temptation's Workshop (1932)
- Docks of San Francisco (1932)
- Sin's Pay Day (1932)
- Passport to Paradise (1932)
- The Widow in Scarlet (1932)
- Treason (1933)
- The Thrill Hunter (1933)
- The Women in His Life (1933)
- La sirena del fiume (Lazy River) (1934)
- The Fighting Ranger (1934)
- Refurtiva nascosta (Buried Loot) (1935)
- La carne e l'anima (Society Doctor) (1935)
- L'ombra del dubbio (Shadow of Doubt) (1935)
- Times Square Lady (1935)
- Calm Yourself (1935)
- L'avventura di Anna Gray (Woman Wanted) (1935)
- Alibi Racket (1935)
- La morte nel deserto (Desert Death) (1935)
- Kind Lady (1935)
- Fuoco liquido (Exclusive Story) (1936)
- Absolute Quiet (1936)
- The Three Wise Guys (1936)
- Il re dei pellirosse (The Last of Mohicans) (1936)
- La fuga di Tarzan (Tarzan Escapes) (1936)
- Mad Holiday (1936)
- Ombre di notte (Under Cover of Night) (1937)
- Mama Steps Out (1937)
- Un affare di famiglia (A Family Affair) (1937)
- La tredicesima sedia (The Thirteenth Chair) (1937)
- Fra due donne (Between Two Women) (1937)
- La grande città (Big City) (1937)
- My Dear Miss Aldrich (1937)
- You're Only Young Once (1937)
- I ragazzi del giudice Hardy (Judge Hardy's Children) (1938)
- Yellow Jack (1938)
- L'amore trova Andy Hardy (Love Finds Andy Hardy) (1938)
- Cowboy dilettante  (Out West with the Hardys) (1938)
- The Hardys Ride High (1939)
- 6,000 Enemies (1939)
- La tigre del mare (Thunder Afloat) (1939)
- Judge Hardy and Son (1939)
- Andy Hardy's Dilemma: A Lesson in Mathematics... and Other Things (1940)
- Andy Hardy incontra la debuttante (Andy Hardy Meets Debutante) (1940)
- Kit carson la grande cavalcata (Kit Carson) (1940)
- Sky Murder (1940)
- Gallant Sons (1940)
- Segretaria privata di Andy Hardy (Andy Hardy's Private Secretary) (1941)
- Life Begins for Andy Hardy (1941)
- A Yank on the Burma Road (1942)
- Il corteggiamento di Andy Hardy (The Courtship of Andy Hardy) (1942)
- Mister Gardenia Jones (1942)
- Pierre of the Plains (1942)
- La doppia vita di Andy Hardy (Andy Hardy's Double Life) (1942)
- Andy Hardy's Blonde Trouble (1944)

### Sceneggiatura
- Le avventure di Paolina (The Perils of Pauline), regia di Louis J. Gasnier e Donald MacKenzie (1914)
- Detective Craig's Coup, regia di Donald MacKenzie (1914)
- I misteri di New York (The Exploits of Elaine), regia di George B. Seitz, Louis J. Gasnier, Leopold Wharton (1914)
- The Galloper, regia di Donald MacKenzie (1915)
- Simon, the Jester, regia di Edward José (1915)
- The Spender, regia di Donald MacKenzie (1915)
- The New Adventures of J. Rufus Wallingford, regia di James Gordon, Leopold Wharton e Theodore Wharton (1915)
- The Bungalow Bungle, regia di Theodore Wharton (1915)
- Compagni del Gran Clam (The Closing Net), regia di Edward José (1915)
- Three Rings and a Goat, regia di Theodore Wharton (1915)
- A Rheumatic Joint, regia di Theodore Wharton (1915)
- The Master Stroke, regia di James Gordon, Leopold Wharton e Theodore Wharton (1915)
- The Lilac Splash, regia di Theodore Wharton (1915)
- A Trap for Trapp, regia di James Gordon, Leopold Wharton e Theodore Wharton (1915)
- Nedra, regia di Edward José (1915)
- A Bang Sun Engine, regia di James Gordon, Leopold Wharton e Theodore Wharton (1915)
- A Transaction in Summer Boarders, regia di James Gordon, Leopold Wharton e Theodore Wharton (1915)
- Detective Blackie, regia di James Gordon, Leopold Wharton e Theodore Wharton (1915)
- Apples and Eggbeaters, regia di James Gordon, Leopold Wharton e Theodore Wharton (1915)
- A Stony Deal, regia di James Gordon, Leopold Wharton e Theodore Wharton (1915)
- The Beloved Vagabond, regia di Edward José (1915)
- Buying a Bank with Bunk, regia di James Gordon, Leopold Wharton e Theodore Wharton (1915)
- The Missing Heir, regia di James Gordon, Leopold Wharton e Theodore Wharton (1915)
- Lord Southpaugh, regia di James Gordon, Leopold Wharton e Theodore Wharton (1916)
- A precipizio (The King's Game), regia di Ashley Miller (1916)
- The Precious Parcel, regia di Donald MacKenzie (1916)
- La maschera dai denti bianchi (The Iron Claw), regia di George B. Seitz e Edward José (1916)
- Ravengar (The Shielding Shadow), co-regia Donald MacKenzie e Louis J. Gasnier, serial in 15 episodi  (1916)
- The Light That Failed, regia di Edward José (1916)
- The Hunting of the Hawk, regia di George Fitzmaurice (1916)
- Blind Man's Luck, regia di George Fitzmaurice (1916)
- Il diamante della morte (The Fatal Ring), regia di George B. Seitz (1917)
- The Last of the Carnabys, regia di William Parke (1917)
- Il Naulahka (The Naulahka), regia di George Fitzmaurice (1918)
- Il forzato di Caienna (The Lightning Raider), regia di George B. Seitz (1919)
- The Phantom Foe serial in 15 episodi, regia di Bertram Millhauser (1920)
- La rosa di Cadice (Rogues and Romance), regia di George B. Seitz (1920)
- The Ice Flood, regia di George B. Seitz (1926)
- The Warning, regia di George B. Seitz (1927)
- La bella preda (Ransom), regia di George B. Seitz - soggetto (1928)
- Sally of the Subway, regia di George B. Seitz (1932)
- Behind Stone Walls, regia di Frank R. Strayer (1932)
- Passport to Paradise, regia di George B. Seitz (1932)
- Love in High Gear, regia di Frank R. Strayer (1932)
- Above the Clouds, regia di Roy William Neill (1933)
- Amanti fuggitivi (Fugitive Lovers), regia di Richard Boleslawski (1934)
- Refurtiva nascosta (Buried Loot), regia di George B. Seitz (1935)

### Attore
- I misteri di New York (The Exploits of Elaine), regia di Louis J. Gasnier, George B. Seitz, Leopold Wharton (1914)
- Transatlantic (The Romance of Elaine), regia di George B. Seitz, Leopold Wharton e Theodore Wharton (1915)
- La maschera dai denti bianchi (The Iron Claw), regia di George B. Seitz e Edward José (1916)
- Il diamante della morte (The Fatal Ring), regia di George B. Seitz (1917)
- Globe trotter per amore (Bound and Gagged), regia di George B. Seitz (1919)
- Il segreto nero (The Black Secret), regia di George B. Seitz (1919)
- L'oro dei pirati (Pirate Gold), regia di George B. Seitz (1920)
- Velvet Fingers, regia di George B. Seitz (1920)
- La rosa di Cadice (Rogues and Romance), regia di George B. Seitz (1920)
- The Sky Ranger, regia di George B. Seitz (1921)

### Produttore
- I misteri di New York (The Exploits of Elaine), regia di Louis J. Gasnier, George B. Seitz, Leopold Wharton (1914)
- Globe trotter per amore (Bound and Gagged), regia di George B. Seitz (1919)
- Il segreto nero (The Black Secret), regia di George B. Seitz (1919)
- Velvet Fingers, regia di George B. Seitz (1920)
- La rosa di Cadice (Rogues and Romance), regia di George B. Seitz (1920)
- The Phantom Foe, regia di Bertram Millhauser (1920)
- The Sky Ranger, regia di George B. Seitz (1921)
- The Yellow Arm, regia di Bertram Millhauser (1921)
- Hurricane Hutch, regia di George B. Seitz (1921)
- Go Get 'Em Hutch, regia di George B. Seitz (1922)
- Speed, regia di George B. Seitz (1922)
- Plunder, regia di George B. Seitz (1923)
- Life Begins for Andy Hardy, regia di George B. Seitz (1941)